# كينيون سميث
كينيون سميث (بالإنجليزية: Kenyon Smith) هو سباح أمريكي، ولد في 1990.
Kenyon Smith، وهو رياضي أمريكي بارز في رياضة السباحة التزامنية (synchronized swimming)، وهو من القلة التي تمرّنت على هذه الرياضة رغم أنها تقليديًا مخصصة للنساء:
وُلد عام 1990، وبدأ السباحة التزامنية تحت تأثير شقيقاته ضمن فريق Santa Clara Aquamaids  .
كان يطمح للمشاركة في أولمبياد 2008، لكن النظام الحالي يمنع الرجال من المنافسة في فئة السباحة التزامنية بالألعاب الأولمبية  .